# هوالتس‌ورکه-دویچه ورفت
هوالتس‌ورکه-دویچه ورفت (به آلمانی: Howaldtswerke-Deutsche Werft) شرکت کشتی‌سازی آلمانی است که در سال ۱۸۳۸ تأسیس شد.